# Ordine della Nuova Zelanda
L'Ordine della Nuova Zelanda è il più alto degli ordini cavallereschi della Nuova Zelanda.

## Storia
Conferito in riconoscimento del servizio prestato dagli insigniti verso la corona e la Nuova Zelanda in capacità militari o civili, l'Ordine della Nuova Zelanda venne istituito il 6 febbraio 1987. Modellato sulle forme dell'Ordine al Merito e dell'Ordine dei Compagni d'Onore britannici, l'ordine ha un ordinario massimo di 20 membri più il sovrano, oltre ad un numero di membri addizionali ed onorari che non rientrano nel computo.

## Insegne
- La medaglia consiste in un medaglione ovale con lo stemma della Nuova Zelanda in oro e smalti colorati. Essa viene portata al collo per l'unica classe esistente, quella di Membro.
- Il nastro è bordeaux con una striscia bianca per parte.

## Composizione
1. Carlo III, re di Nuova Zelanda e capo dell'Ordine

### Membri ordinari
1. Dame Miriam Dell (dal 6 febbraio 1993), attivista per i diritti delle donne
2. Dame Kiri Te Kanawa (dal 17 giugno 1995), cantante lirica
3. Sir Miles Warren (dal 17 giugno 1995), architetto
4. Jim Bolger (dal 31 dicembre 1997), ex primo ministro
5. Ken Douglas (dal 31 dicembre 1998), sindacalista
6. Clifford Whiting (dal 31 dicembre 1998), artista, insegnante e diffusore della cultura māori
7. Mike Moore (dal 31 dicembre 1999), ex primo ministro
8. Card. Thomas Stafford Williams (dal 5 giugno 2000), arcivescovo cattolico di Wellington
9. Jonathan Hunt (dal 31 dicembre 2004), ex presidente della Camera
10. Sir Lloyd Geering (dal 30 dicembre 2006), teologo
11. Sir Kenneth Keith (dal 4 giugno 2007), magistrato della Corte Internazionale di Giustizia
12. Sir Donald McKinnon (dal 31 dicembre 2007), ex segretario generale del Commonwealth
13. Sir Murray Halberg (dal 2 giugno 2008), ex atleta olimpico
14. Helen Clark (dal 31 dicembre 2009), ex primo ministro
15. Sir Robert James Charles (dal 31 dicembre 2010), golfista
16. Prof. em. Albert Wendt (dal 3 giugno 2013), accademico e scrittore
17. Sir Ronald Powell Carter (dal 2 giugno 2014), uomo d'affari
18. Prof. em. Peter Gluckman (dal 1 giugno 2015), pediatra
19. Sir Richard Hugh McCaw, ex rugbista a 15 e capitano degli All Blacks (dal 31 dicembre 2015)
20. Vacante

### Membri aggiunti
1. Michael Duffy (dal 6 febbraio 1990), ministro australiano del commercio estero
2. Dame Catherine Tizard (dal 3 giugno 2002), ex governatore generale della Nuova Zelanda
3. Sir Brian Lochore (dal 6 febbraio 2007), ex rugbista, C.T. degli All Blacks campioni del mondo 1987
4. C. K. Stead (dal 6 febbraio 2007), accademico e scrittore
5. Sir Owen Woodhouse (dal 6 febbraio 2007), magistrato ex presidente della Corte d'Appello
6. S.A.R. Filippo, duca di Edimburgo (dal 4 giugno 2013), principe consorte
7. Dame Margaret Bazley (dal 4 giugno 2013), funzionario pubblico
8. Sir Peter Jackson (dal 4 giugno 2013), regista
9. Dame Malvina Major (dal 4 giugno 2013), cantante lirica
10. S.M. Camilla, Regina consorte del Regno Unito (dal 5 giugno 2023), regina consorte

### Membri onorari
1. Sir Shridath Ramphal (dal 6 febbraio 1990), ex segretario generale del Commonwealth